# Denise Levertov
Priscilla Denise Levertov, född 24 oktober 1923 i Ilford i Redbridge, död 20 december 1997 i Seattle, var en brittiskfödd amerikansk poet. Hon publicerade ett tjugotal diktsamlingar och fyra prosaböcker samt översatte tre diktsamlingar.

## Biografi
Denise Levertovs far, Paul Levertoff, var en rysk ortodox rabbin som efter ankomsten till England konverterade till anglikanismen och blev präst; hennes mor, Beatrice Spooner-Jones, kom från Wales. Föräldrarna träffades i Konstantinopel och gifte sig 1911 i London. De fick tre döttrar: Philippa, född 1911 och död i späd ålder, Olga, född 1914 under deras vistelse i Leipzig och slutligen Priscilla Denise, född 1923. Familjen bodde då i Lenox Gardens i Ilford som idag är en förort till London. Ett par månader senare flyttade de till ett hus vid 5 Mansfield Road där Denise Levertov kom att växa upp.
Den unga Levertov undervisades i hemmet och började tidigt intressera sig för poesi; som tolvåring skickade hon en av sina dikter till T.S. Eliot och erhöll en uppmuntrande respons. När hon var sjutton fick hon första gången en dikt publicerad, i tidskriften Poetry Quarterly. Under andra världskriget arbetade hon som sjuksköterska i London och år 1946 publicerade hon sin första diktsamling, The Double Image.
Levertov gifte sig med den amerikanske författaren Mitchell Goodman 1947 och året därpå flyttade de till New York. Parets enda barn, sonen Nikolai, föddes 1949. Levertov erhöll amerikanskt medborgarskap 1955 och skilde sig 1972. Hennes första amerikanska diktsamling, med titeln Here and Now, utkom 1956.
Under Vietnamkriget var hon aktivt engagerad i antikrigsrörelsen, något som avspeglade sig i hennes författarskap. År 1965 grundade hon, tillsammans med sin väninna poeten Muriel Rukeyser, organisationen Writers and Artists against the War in Vietnam.
Levertov undervisade vid en rad amerikanska lärosäten, däribland Tufts University, Massachusetts Institute of Technology, Brandeis University och Stanford University. Hon var ledamot av American Academy of Arts and Letters och erhöll ett flertal priser, däribland Robert Frost-medaljen.
Under sina senare år var Levertov bosatt i Seattle, där hon dog av lymfom i en ålder av 74 år. Hon begravdes den 26 december 1997.

## Diktning
Trots uppväxten i England brukar Levertov räknas som en amerikansk poet, och identifierade sig själv som sådan. Hon associerades med den avantgardistiska litterära grupperingen Black Mountain poets men ansåg sig inte tillhöra någon specifik skola eller strömning. Hon påstod sig vara influerad av bland andra Rainer Maria Rilke, Ezra Pound och William Carlos Williams.
Några återkommande motiv hos Levertov är feminism, politisk aktivism, natur samt krig och antikrigsrörelsen. Hon skrev huvudsakligen på fri vers och till hennes bästa samlingar räknas Sorrow Dance (1967) och Selected Poems (1986). På sextiotalet färgades hennes diktning av sorgen efter hennes framlidna syster Olga.
Utöver egna dikter utgav hon även ett antal översättningar, bland andra av de franska poeterna Jean Joubert och Eugène Guillevic.

### Diktsamlingar
- The Double Image (1946)
- Here and Now (1957)
- Overland to the Islands (1958)
- Five Poems (1958)
- With Eyes at the Back of Our Heads (1959)
- The Jacob's Ladder (1961)
- O Taste and SEE: New Poems (1964)
- City Psalm (1964)
- Psalm Concerning the Castle (1966)
- The Sorrow Dance (1967)
- A Tree Telling of Orpheus (1968)
- A Marigold from North Vietnam (1968)
- Three Poems (1968)
- The Cold Spring and Other Poems (1969)
- Embroideries (1969)
- Relearning the Alphabet (1970)
- Summer Poems 1969 (1970)
- A New Year's Garland for My Students, MIT 1969-1970 (1970)
- To Stay Alive (1971)
- Footprints (1972)
- The Freeing of the Dust (1975)
- Chekhov on the West Heath (1977)
- Modulations for Solo Voice (1977)
- Life in the Forest (1978)
- Collected Earlier Poems, 1940-1960 (1979)
- Pig Dreams: Scenes from the Life of Sylvia (1981)
- Wanderer's Daysong (1981)
- Candles in Babylon (1982)
- Poems, 1960-1967 (1983)
- Oblique Prayers: New Poems with Fourteen Translations from Jean Joubert (1984)
- El Salvador: Requiem and Invocation (1984)
- The Menaced World (1984)
- Selected Poems (1986)
- Breathing the Water (1987)
- Poems 1968-1972 (1987)
- A Door in the Hive (1989)
- Evening Train (1992)
- Sands of the Well (1996)
- Batterers (1996)
- The Life around Us: Selected Poems on Nature (1997)
- The Stream and the Sapphire: Selected Poems on Religious Themes (1997)
- This Great Unknowing: Last Poems (1999)[12]

### Svenska översättningar
- Känna det okända (översättning: Reidar Ekner) (PAN/Norstedt, 1977)[18]
- Att leva: dikter om frihet (översättning: Roy Isaksson) (Studiekamraten, 1994) [innehåller även dikter av Frances Horovitz och Sylva Fischerová][19]
- Aviga böner: ur Denise Levertovs senare diktning (översättning: Sigvard Lindqvist) (Wettern, 1998)[20]